# Cala Burantino
Cala Burantino (AFI: /ˈka.la/bu.ranˈti.no/) eller Burantì (AFI: /buˈrantɪ/) på algheresiska är en vik på Sardiniens nordvästra kust, belägen 3,8 sjömil, eller cirka 8 km över land, söder om den historiska staden Alghero. Viken avgränsas i norr av Caletta Carla och i söder av Rampazzo.
Det omgivande inlandet är nästan helt obefolkat och har en medelhavsflora som är hemvist för olika arter av vilda växter och djur.

## Stränder och vikar
Cala Burantino har två stränder och två små vikar, kallade "caletta" på italienska: Caletta Carla och Caletta Arcamyrturs. Botten är sandig.

### Burantino-stranden
Stranden består av medelstor kalksand och är omgiven av en vägg av sandsten och vulkanisk klippa. Havsbotten är sandig och grunt med en lång nedgång. På grund av dess geografiska läge kan man se solen gå ner i havet, och därför kan det sällsynta fenomenet med den gröna blixten inträffa..

### Villa Wanda-stranden
Den lilla viken är omgiven av höga sandstensklippor. Havsbotten nära stranden är grund, men blir snabbt djupare.

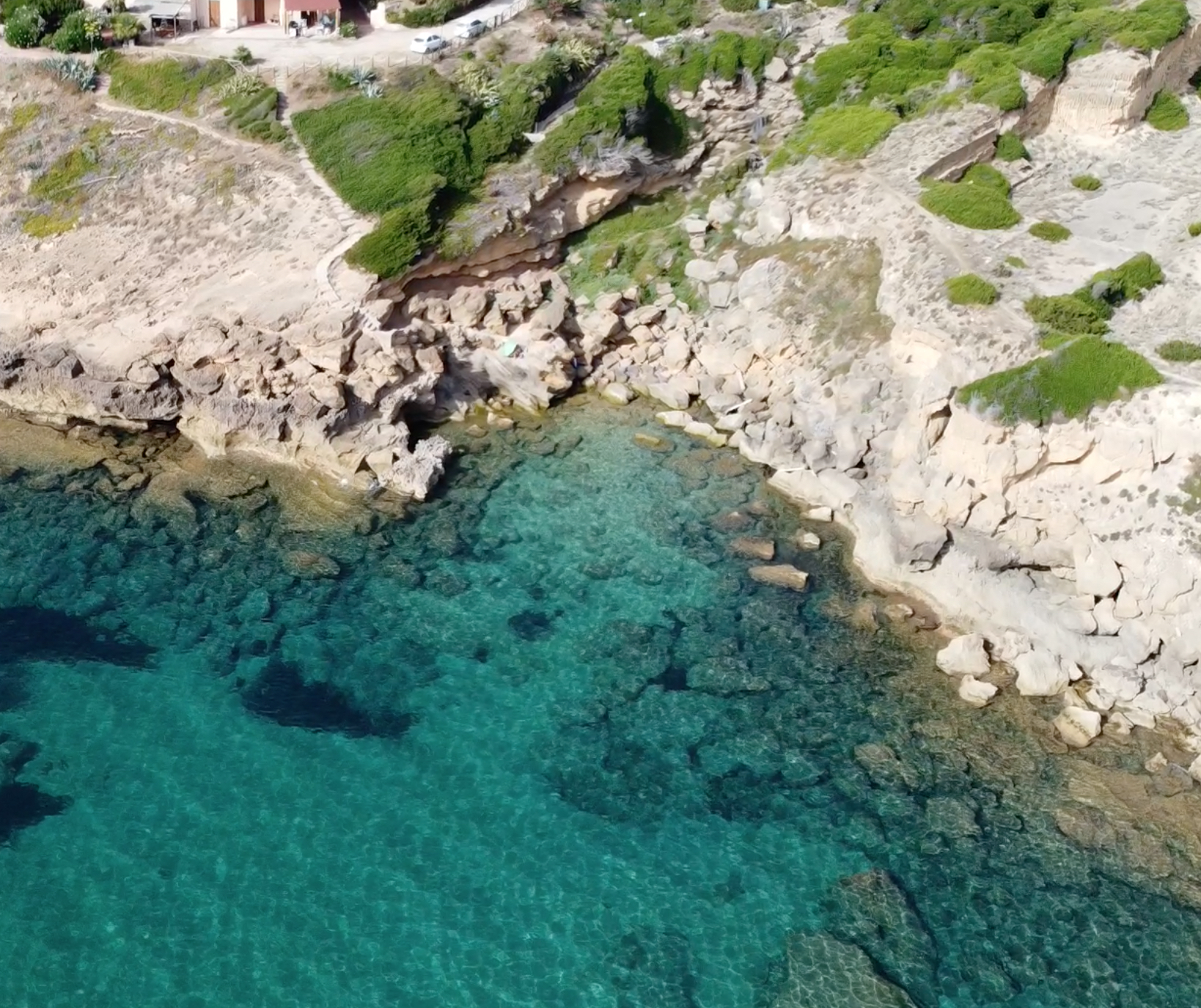
Bilden som togs 2023 visar den utan strand

Den utsätts för stormar från nordväst och här mynnar Riu Nolli bäck ut. Dessa två faktorer gör att strandens närvaro varierar över tiden. Genom att titta på flygfoton från 1940 till idag kan man se att stranden i den lilla viken bara finns vissa år. 
Till skillnad från de andra vikarna i Cala Burantinu består denna uteslutande av sandsten, som fullständigt omger den, vilket gör att Medelhavssnårskogen nästan når ända fram till havet.

## Stenbrottet Bolantì

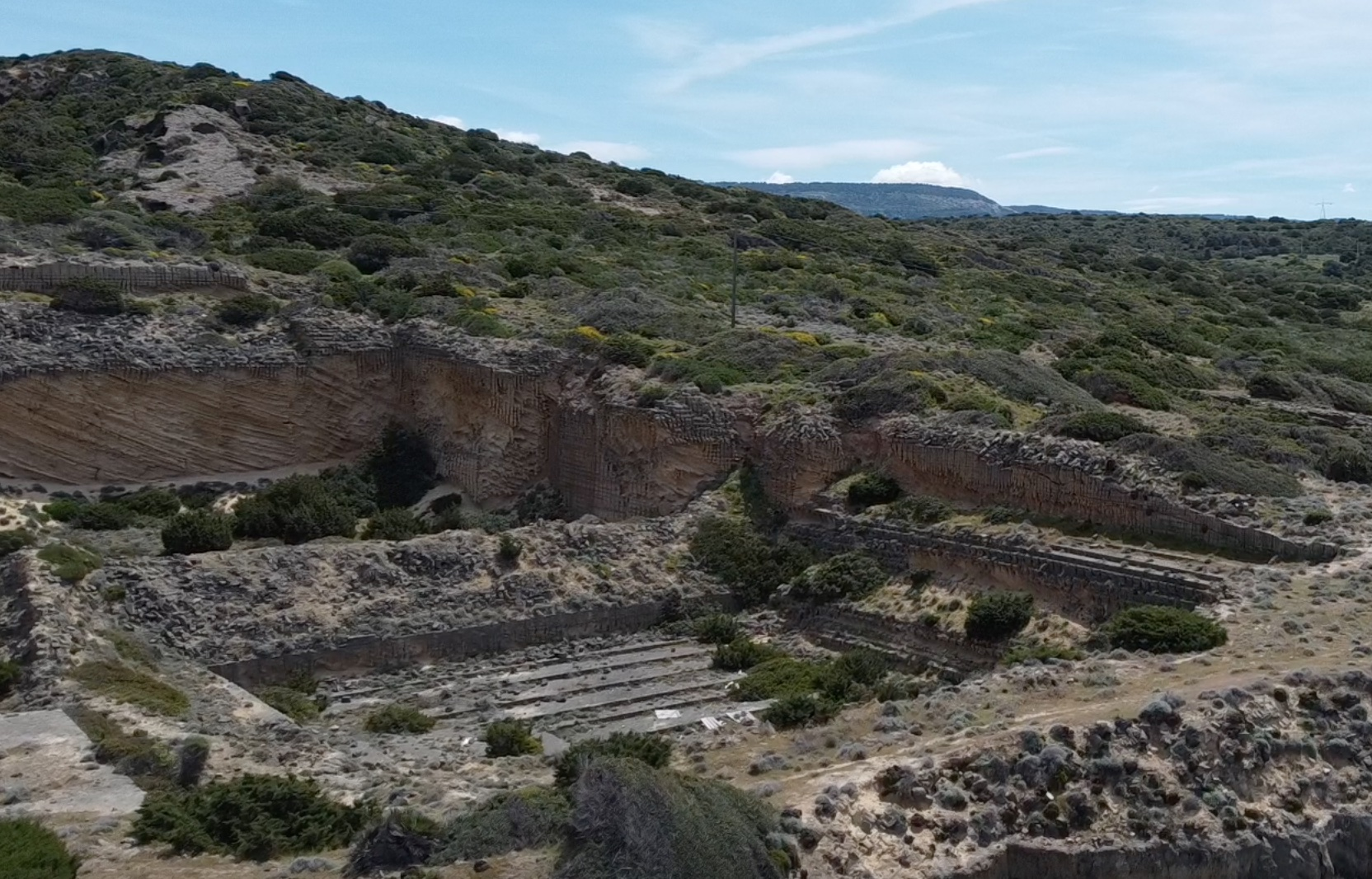
Vy över det historiska stenbrottet Bolantì

Cala Burantinos historia är kopplad till staden Alghero. Mellan Villa Wanda stranden och Burantino stranden ligger stenbrottet Bolantì, som nu inte längre är i drift. Det är känt för att ha producerat sandstensblock, även kända under det katalanska namnet “massacà” (som betyder “grundgrävning”), vilka över tid har använts för att bygga stadsmurarna och större delen av stadens historiska centrum.
Kuststräckan som sträcker sig från Alghero till Bosa kallades "massacà-vägen", och Bolantì-stenbrottet representerar ett vittnesmål om utvinning och användning av sandsten inom lokal arkitektur. Än idag syns "brytningslinjerna" där varje block har skurits, mellan stenbrottets klippskikt.